# Arboys en Bugey
Arboys en Bugey – gmina we Francji, w regionie Owernia-Rodan-Alpy, w departamencie Ain. Została utworzona 1 stycznia 2016 roku z połączenia dwóch wcześniejszych gmin: Arbignieu oraz Saint-Bois. Siedzibą gminy została miejscowość Arbignieu. W 2013 roku populacja wyżej wymienionych gmin wynosiła 631 mieszkańców.